# 후안 아우리치

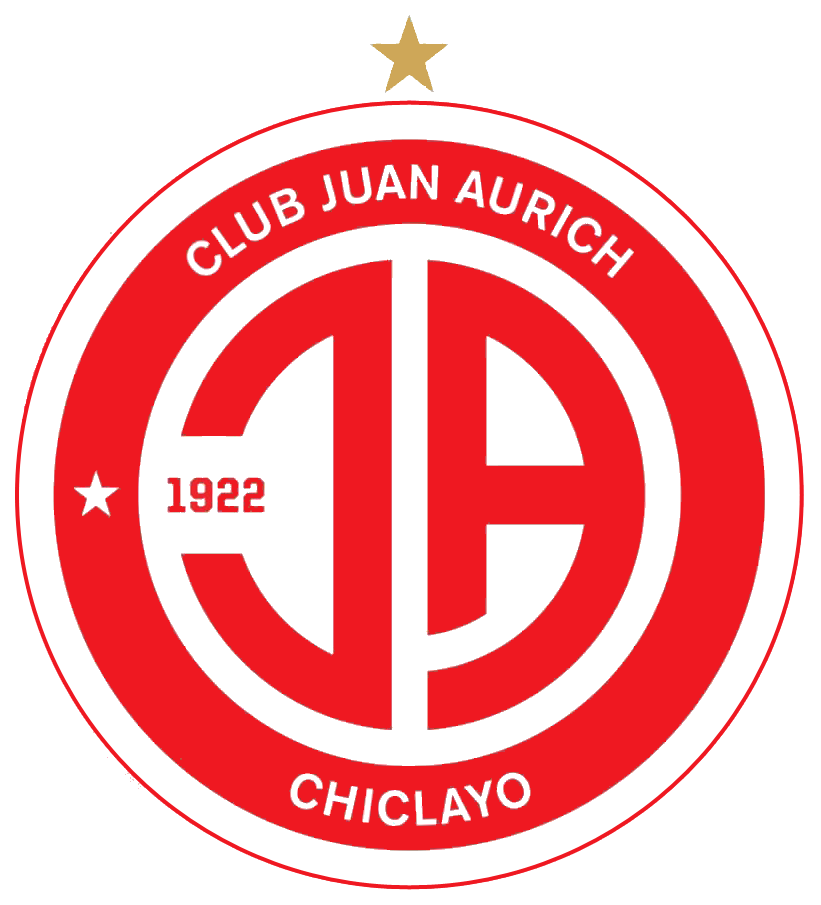

후안 아우리치(Juan Aurich)는 페루 치클라요를 연고로 하는 축구팀이다. 이 팀은 1922년 9월 3일에 창단되었으며 현재의 클럽은 2005년 1월 28일에 재창단되었다. 현재는 페루 프리메라 디비시온에 참가하고 있다.

## 선수 명단

### 현역
참고: FIFA 자격 규정에 따라 소속된 국가대표팀 국기를 표시합니다. 선수는 복수의 FIFA 비회원국 국적을 가지고 있을 수 있습니다.
| 번호 | 포지션 | 국적     | 이름      |
| ---- | ------ | -------- | --------- |
| 10   | MF     | 콜롬비아 | 케빈 루고 |

| 번호 | 포지션 | 국적     | 이름        |
| ---- | ------ | -------- | ----------- |
| 20   | FW     | 콜롬비아 | 후안 살세도 |

## 역대 감독
| 감독                     | 임기        |
| ------------------------ | ----------- |
| 호르헤 삼파올리          | 2002        |
| 루이스 페르난도 수아레스 | 2009 ~ 2010 |